# Cyberdemokracja
Pojęcie cyberdemokracji jest niejednorodne. Badacze zgodni są jedynie w kwestii znaczenia technologii telekomunikacyjnych jako zasadniczego elementu cyberdemokracji.
Najbardziej szczegółową definicję cyberdemokracji zaprezentował M. Jankowski:

Cyberdemokracja jest formą ustroju politycznego, wyprowadzoną z demokracji, w której dzięki nowym, opartym na zaawansowanej technice formom komunikowania zwiększony jest stopień i częstotliwość partycypacji politycznej społeczeństwa, które ma możliwość zabierania głosu i podejmowania decyzji w bieżących sprawach, poprzez głosowanie bezpośrednie, wybór przedstawicieli, wybór członków grup eksperckich; przedstawiciele i eksperci na każdym etapie prac podlegają kontroli społeczeństwa, które ma ostateczny wpływ na podjęcie decyzji; cyberdemokracja charakteryzuje się także zwiększeniem ilości niezależnych organizacji i instytucji działających w określonej sferze, mających prawo współdecydowania w sprawach tych sfer dotyczących omawianych na szczeblu państwowym; proces decyzyjny w cyberdemokracji opiera się na zorganizowanym systemie czystej informacji, znajdującym wyraz w postaci niezależnych instytucji działających w zgodnie ze skonsultowanymi ze społeczeństwem regułami.

Pozostałe definicje są nieco szersze i bardziej ogólne. Do tej grupy należy definicja Instytutu Maszyn Matematycznych:

Cyberdemokracja to przewidywany i postulowany wzorzec (paradygmat) demokracji, który zostanie ukształtowany przez społeczeństwo informacyjne, charakteryzujący się wysokim stopniem obywatelskiej partycypacji (demokracja bezpośrednia) i wykorzystaniem cyberprzestrzeni do realizacji praw i obowiązków obywatelskich; wprowadzenie e-głosowania w wyborach, referendach i obywatelskich inicjatywach ustawodawczych jest kamieniem milowym na drodze do cyberdemokracji.

Podobnie szerokie ujęcie zagadnienia odnajdujemy w definicji A. Rothert, w której autorka określa cyberdemokrację jako:

Demokrację uczestniczącą, w połączeniu z nowymi cyfrowymi formami udziału obywateli w procesie podejmowania decyzji na rozmaitych poziomach struktur politycznych.